# Марков, Владимир Николаевич (государственный деятель)
Влади́мир Никола́евич Ма́рков (1936—2002) — советский партийный и государственный деятель, первый секретарь Липецкого городского комитета КПСС (1979—1988).

## Биография
В. Н. Марков родился в 1936 году в городе Шуя Ивановской области. После окончания в 1960 Ленинградского политехнического института приехал по направлению в Липецк на тракторный завод, где работал инженером, затем начальником лаборатории.
В 1964 году направлен на партийно-общественную работу. Работал инструктором обкома КПСС, вторым секретарём Левобережного райкома партии (1964—1968), председателем Советского райисполкома (1968—1977). В 1977 избран вторым, а в 1979 — первым секретарём Липецкого горкома КПСС. На посту руководителя городской партийной организации проработал до выхода на пенсию в 1988 году.
17 мая 1997 за большой вклад в развитие города Липецка решением сессии городского Совета депутатов В. Н. Маркову было присвоено звание «Почётный гражданин города Липецка». В 2003 году имя Маркова было присвоено городскому скверу.
В. Н. Марков неоднократно избирался депутатом Липецких областного и городского Советов, работал советником главы администрации Липецкой области.
Умер в декабре 2002 года.

## Награды
- Орден Трудового Красного Знамени (дважды)
- Орден «Знак Почёта»
- Почётная грамота Правительства Российской Федерации (26 августа 1996) — за многолетний добросовестный труд

## Источник
Липецкая энциклопедия. Том 2.